# Christophe Ayad
Pour les articles homonymes, voir Ayad.
 (avril 2024).
Christophe Ayad est un journaliste français né en 1968 à Strasbourg.

## Biographie
Il passe son enfance au Soudan. 
Il est diplômé de l'Institut d'études politiques de Paris (1989) et du Centre de formation des journalistes (1990). 
Il devient en 1990 secrétaire de rédaction à Libération et devient correspondant au Caire pour ce journal de 1994 à 1999. Rentré en France, il entre dans le service « Monde » de ce journal et couvre l'actualité du Moyen-Orient et de l'Afrique.
En 2004, il reçoit le prix Albert-Londres pour ses enquêtes sur le Rwanda et l'Irak.
En 2010, il reçoit le prix du meilleur grand reportage des grands prix des quotidiens nationaux pour un reportage sur le zoo de Gaza. Il a publié une Géopolitique de l'Égypte aux Éditions Complexe.
En 2011, il entre au journal Le Monde.
En mai 2014, dans le cadre de la réorganisation de la rédaction du Monde, il est nommé chef du service international du journal.
À partir de la rentrée 2018, Alain Salles le remplace à la direction du service International du Monde, et il devient grand reporter pour le même journal.

## Publications
- Géopolitique du Hezbollah, Paris, Presses universitaires de France, coll. « Géopolitiques », 2024, 205 p. (ISBN 978-2130858195, présentation en ligne).
- Reporter de frontières, Alma Éditeur, 14 avril 2012,  (ISBN 978-2-3627-9011-9 et 2-3627-9011-8)
- Égypte, éditions du Chêne, 3 mars 2010,  (ISBN 978-2-8123-0153-7 et 2-8123-0153-8)
- Jordanie, Syrie et Liban, co-auteur avec Gwenaëlle Lenoir, Éditions Mondéos, 24 juin 2008,  (ISBN 978-2-8475-4329-2 et 2-8475-4221-3)
- Géopolitique de l'Égypte, Éditions Complexe, 26 septembre 2002,  (ISBN 978-2-8702-7784-3 et 2-8702-7784-9)